# Leslie de Melcher
Leslie de Melcher ist ein US-amerikanischer Komponist.
Leslie Melcher studierte Philosophie an der Sorbonne und Musik an der École Normale de Musique de Paris. Er studierte außerdem Komposition bei Tony Aubin, besuchte Seminare von Pierre Boulez am Collège de France und Kurse bei Todd Machover am IRCAM. Nachdem er 20 Jahre in den USA gelebt hatte, übersiedelte er 2003 nach Toronto.
In Paris erhielt er einen Kompositionsauftrag des französischen Kultusministeriums für ein Werk für Kammerorchester. Das elektroakustische Werk CANUM IV wurde beim Festival für zeitgenössische Musik in Lyon uraufgeführt. In der Central Presbyterian Church von New York fand die Uraufführung seiner Kantate The Spirit of our Time für Orgel, gemischten und Kinderchor, Sopran, Klavier und Streicher statt. Mad Brass für Blaskapelle, Perkussion und Kinderchor wurde zur Feier des New Yorker Madison Square Park uraufgeführt.
Als work in progress entstand die Oper The Crystal Dome für digitale oder analoge Instrumente, Lasershow, digitale Animation, Live-Streichensemble, Klavier und Schauspieler. Domus ist der Titel einer interaktiven Web-Oper für Digital-Video, interaktive Musik, 3-D-Animation, Sounds Processing und computergenerierte Stimmen.

## Werke
- String Quartet
- Brass Quintet
- CANUM IV, elektroakustisches Stück
- The Spirit of our Time, Kantate
- Nome für Bläserquintett
- Mad.Brass für Blaskapelle, Perkussion und Kinderchor
- Monday Nights für großes Blasorchester
- The Crystal Dome, Oper
- Domus, Web-Oper
- Alone für Digitalelektronik, Kinderstimmen und gemischten Chor
- Hebrew Cantorial Chants